# Arluno
Arluno település Olaszországban, Lombardia régióban, Milánó megyében. Lakosainak száma 12 355 fő (2023. január 1.). Arluno Casorezzo, Nerviano, Parabiago, Pogliano Milanese, Sedriano, Vittuone, Corbetta, Ossona, Santo Stefano Ticino és Vanzago községekkel határos.

## Népesség
A település népességének változása:
| Lakosok száma | 11 640 | 11 807 | 11 909 | 12 000 | 12 355 |
|               | 2012   | 2013   | 2017   | 2018   | 2023   |